# Jordi Millera
Jordi Millera Mas (Barcellona, 10 marzo 1971) è un ex cestista spagnolo, professionista nella Liga ACB.

## Carriera
Con la Spagna ha disputato i Giochi del Mediterraneo di Bari 1997.

## Palmarès
- Copa del Rey: 1

Saski Baskonia: 1999
- Liga catalana: 1

Manresa: 1999
- Coppa d'Europa: 1

Saski Baskonia: 1995-96